# Toni Martínez
Antonio Martínez López, conosciuto semplicemente come Toni Martínez (pronuncia spagnola: [anˈtonjo maɾˈtineθ ˈlopeθ]; Barrio del Progreso, 30 giugno 1997), è un calciatore spagnolo, attaccante dell'Alavés.

## Caratteristiche tecniche
Il suo ruolo naturale è la punta centrale, ma può giocare anche come ala destra. È un centravanti di grande fisico e dal tiro potente, si è fatto notare per la sua grande voglia di gol e per alcune reti dalla media distanza poco tipici per un centravanti con le sue caratteristiche.

## Carriera

### Club

#### Inizi, Valencia Mestalla
Nato a Barrio del Progreso, ha iniziato la sua carriera calcistica nella squadra locale C.F.S. El Progreso per poi trasferirsi nel Real Murcia. Il 1º luglio 2013 viene acquistato dal settore giovanile del Valencia. Inizialmente membro della squadra Cadete A del club (per giocato di età compresa tra i 14-15 anni), è stato presto ammesso nella squadra riserve, Valencia Mestalla, apparendo per la prima volta in Segunda División B, l'8 dicembre 2013, all'età di 16 anni, entrando come sostituto e segnando il suo primo gol, nella partita contro il Prat. In tre stagioni al Valencia Mestalla ha giocato 16 partite segnando 2 gol in campionato, e altre 8 presenze, 1 gol e 3 assist nella squadra Under-19 del club nella UEFA Youth League.

#### West Ham Utd e vari prestiti
Il 1º luglio 2016 firma un contratto triennale con il West Ham Utd per 3 milioni di sterline. Gli è stato dato il permesso di allenarsi con i suoi nuovi compagni di squadra da Valencia per aiutarlo a stabilirsi in Inghilterra per poi unirsi nella squadra di sviluppo del West Ham Utd. Martínez ha ricevuto la maglia numero 29 per la stagione 2016-2017. Esordisce in Premier League 2, segnando il suo primo gol, nella partita casalinga contro lo Stoke City vinta per 3-0. Dopo aver segnato sette gol in altrettante partite del West Ham Utd U23 nella prima metà della stagione, ha subito due infortuni; il primo lo ha lasciato fuori causa per sei settimane con il giocatore per rientrare in azione il 21 novembre, ma poi ha subito un altro infortunio. Le sue prodezze da gol decisivo sono continuate a gennaio e in poco tempo ha collezionato 12 gol in 11 presenze. Nel maggio 2019 i tecnici del West Ham Utd che Martínez avrebbe lasciato il club alla fine del suo contratto nel giugno 2019.
Il 23 gennaio 2017 è stato ceduto in prestito per la prima volta nella sua carriera, nella League One, all'Oxford Utd fino alla fine della stagione 2016/17. Al giocatore è stata consegnata la maglia numero 7 del club. Il 28 gennaio 2017, Martínez si è presentato come sostituto segnando il suo primo gol in FA Cup, in occasione della FA Cup nella partita casalinga contro il Newcastle Utd vinta per 3-0. Fa il suo debutto in campionato nella partita in trasferta contro i rivali locali dello Swindon Town vinta per 2-1, e ha segnato il suo primo gol in campionato il 7 marzo, nella partita casalinga contro lo Sheffield Utd vinta per 3-2.
Il 1º febbraio 2018 è stato annunciato che Martínez aveva concesso un prestito di un giorno di scadenza al club spagnolo Real Valladolid per il resto della stagione 2017/18. Ha contribuito con un gol in dieci presenze, mentre la sua squadra ha ottenuto la promozione in Primera División nei play-off.
Il 13 agosto 2018 passa in prestito al Rayo Majadahonda ancora nella Segunda División B, in prestito per la stagione. Ha fatto il suo debutto con il Majadahonda nel weekend di apertura della stagione, il 19 agosto 2018 contro il Real Saragozza. È stato presentato come sostituto nel secondo tempo, sostituendo il centrocampista francese Enzo Fernández, segnando il suo primo gol al debutto, assicuratosi al libro di storia al Majadahonda, con il primo gol della Segunda División B. La partita è finita con una sconfitta per 2-1.
Il 18 gennaio 2019, Martínez rescinde il contratto di prestito con il Majadahonda e si trasferisce nel Lugo in Segunda División B, in prestito fino a giugno. Fa il suo debutto con il Lugo il 26 gennaio 2019, nella partita casalinga contro il suo ex club vinta per 3-2, segnando all'esordio. Il 30 giugno 2019 ritorna al West Ham che lo aggrega di nuovo alla formazione Under-23. Il 3 giugno 2019 risolve il contratto con il club spagnolo, decidendo di non rinnovare il contratto con gli irons rimanendo così svincolato.

#### Famalicao
Il 22 luglio 2019 Toni Martínez annuncia con un post di twitter che lascia a titolo definitivo il West Ham, in cui però era registrato con la formazione Under-23, e si accasa a titolo definitivo nel Famalicao, compagine appena promossa nel massimo campionato portoghese, che ne ha annunciato l'ingaggio con firma sul contratto per le prossime tre stagioni. Fa il suo esordio in Taça da Liga il 3 agosto 2019, nella partita persa per 0-2 contro il Covilhã, subentrando al 59º minuto di gioco. Il 10 agosto 2019 fa la sua prima apparizione in Primeira Liga in casa del Santa Clara, subentrando nel secondo tempo sul risultato di 0-1 come sostituto e contribuendo alla vittoria per 0-2.

#### Porto
Il 4 ottobre 2020 firma un contratto di 5 anni con il Porto. Il 3 Gennaio 2021 segna il primo goal in Liga Portugal nella sfida contro la Moreirense vinta per 3-0. In 4 stagioni con la maglia dei portoghesi totalizza 140 presenze con 32 goal e 7 assist.
Deportivo Alaves
Il 27 Agosto 2024 si trasferisce all'Alavès per 2 milioni di euro. Il 28 Agosto 2024 segna il primo goal contro la Real Sociedad nella vittoria per 1-2 in trasferta.

### Nazionale
Martínez ha giocato quattro partite per la nazionale spagnola Under-17, apparendo per la prima volta il 22 gennaio 2014, nella partita ospite contro la nazionale italiana Under-17 finita con un pareggio.
Nel 2015 ha ricevuto una chiamata dalla nazionale Under-19 spagnola per partecipare al Campionato europeo di calcio Under-19 2015 in Grecia.

## Statistiche

### Presenze e reti nei club
| Stagione                 | Squadra                  | Campionato               | Campionato | Campionato | Coppe nazionali | Coppe nazionali | Coppe nazionali | Coppe continentali | Coppe continentali | Coppe continentali | Altre coppe | Altre coppe | Altre coppe | Totale | Totale |
| Stagione                 | Squadra                  | Comp                     | Pres       | Reti       | Comp            | Pres            | Reti            | Comp               | Pres               | Reti               | Comp        | Pres        | Reti        | Pres   | Reti   |
| ------------------------ | ------------------------ | ------------------------ | ---------- | ---------- | --------------- | --------------- | --------------- | ------------------ | ------------------ | ------------------ | ----------- | ----------- | ----------- | ------ | ------ |
| 2013-2014                | Valencia Mestalla        | SDB                      | 5          | 1          | -               | -               | -               | -                  | -                  | -                  | -           | -           | -           | 5      | 1      |
| 2014-2015                | Valencia Mestalla        | SDB                      | 8          | 1          | -               | -               | -               | -                  | -                  | -                  | -           | -           | -           | 6      | 0      |
| 2015-2016                | Valencia Mestalla        | SDB                      | 3          | 0          | -               | -               | -               | -                  | -                  | -                  | -           | -           | -           | 5      | 1      |
| Totale Valencia Mestalla | Totale Valencia Mestalla | Totale Valencia Mestalla | 16         | 2          |                 | -               | -               |                    | -                  | -                  |             | -           | -           | 16     | 2      |
| 2016-gen. 2017           | West Ham                 | PL                       | -          | -          | FACup+CdL       | -               | -               | UEL                | -                  | -                  | -           | -           | -           | 0      | 0      |
| gen.-mag. 2017           | Oxford Utd               | FL1                      | 15         | 1          | FACup+CdL       | 2+0             | 2+0             | -                  | -                  | -                  | -           | -           | -           | 17     | 3      |
| 2017-feb. 2018           | West Ham                 | PL                       | 0          | 0          | FACup+CdL       | 3+0             | 0               | -                  | -                  | -                  | -           | -           | -           | 3      | 0      |
| feb.-giu. 2018           | Real Valladolid          | SD                       | 10+1       | 1+0        | CR              | -               | -               | -                  | -                  | -                  | -           | -           | -           | 11     | 1      |
| 2018-gen. 2019           | Rayo Majadahonda         | SD                       | 16         | 2          | CR              | 2               | 0               | -                  | -                  | -                  | -           | -           | -           | 18     | 2      |
| gen.-giu. 2019           | Lugo                     | SD                       | 13         | 1          | CR              | -               | -               | -                  | -                  | -                  | -           | -           | -           | 13     | 1      |
| 2019-2020                | Famalicão                | PL                       | 32         | 10         | CP+CdL          | 6+1             | 4+0             | -                  | -                  | -                  | -           | -           | -           | 39     | 14     |
| ago.-set. 2020           | Famalicão                | PL                       | 1          | 0          | -               | -               | -               | -                  | -                  | -                  | -           | -           | -           | 1      | 0      |
| Totale Famalicao         | Totale Famalicao         | Totale Famalicao         | 33         | 10         |                 | 5               | 4               |                    | -                  | -                  |             | -           | -           | 38     | 14     |
| 2020-2021                | Porto                    | PL                       | 18         | 7          | TP+CdL          | 3+2             | 1+0             | UCL                | 3                  | 0                  | SP          | 1           | 0           | 27     | 8      |
| 2021-2022                | Porto                    | PL                       | 19         | 3          | TP+CdL          | 6+2             | 2+0             | UCL+UEL            | 6+4                | 0+2                | -           | -           | -           | 37     | 7      |
| 2022-2023                | Porto                    | PL                       | 31         | 5          | TP+CdL          | 7+4             | 6+2             | UCL                | 7                  | 0                  | SP          | 1           | 0           | 50     | 13     |
| 2023-2024                | Porto                    | PL                       | 8          | 2          | TP+CdL          | 0+0             | 0+0             | UCL                | 1                  | 0                  | SP          | 1           | 0           | 10     | 2      |
| Totale Porto             | Totale Porto             | Totale Porto             | 76         | 17         |                 | 24              | 11              |                    | 21                 | 2                  |             | 3           | 0           | 124    | 30     |
| Totale carriera          | Totale carriera          | Totale carriera          | 180        | 34         |                 | 38              | 17              |                    | 21                 | 2                  |             | 3           | 0           | 242    | 53     |

## Palmarès

### Club

#### Competizioni nazionali
- Supercoppa di Portogallo: 2

Porto: 2020, 2024
- Campionato portoghese: 1

Porto: 2021-2022
- Coppa del Portogallo: 3

Porto: 2021-2022, 2022-2023, 2023-2024
- Coppa di Lega portoghese: 1

Porto: 2022-2023

### Nazionale
- Campionato europeo di calcio Under-19: 1

2015